# Varga Marianna
Varga Marianna (Budapest, 1926. január 14. – Budapest, 2017. július 6.) néprajzkutató, muzeológus.

## Életpályája
Tanulmányait az Eötvös Loránd Tudományegyetem Bölcsészettudományi Karán 1948–1953 között folytatta, egyetemi doktori címet 1978-ban szerzett. A Magyar Néprajzi Társaság tagja 1951-ben lett. A Tudományos Ismeretterjesztő Társulat alapító tagja (1968-tól). 1983-ban megkapta a Magyar Népköztársaság Munkaérdemrend ezüst fokozatát. 2004-ben Életfa díjat kapott. 2005-ben Tura díszpolgárává választotta.
A magyar népviselettel, népművészettel, hímzett, szövött textilekkel és népi iparművészettel kapcsolatos tanulmányai tudományos és népszerűsítő kiadványokban jelentek meg. 1959 és 1982 között 28 kötetet szerkesztett, cikkeinek, tanulmányainak száma ezen időszak alatt 130-on felül volt.
Varga Marianna a népviselet egyes darabjait készítő specialistáknál és mestereknél végzett gyűjtései a kéziratos forrásokon túl: hímzők, tervezők és kivitelezők (Kalocsa, Szatmár, Mezőkövesd, Sióagárd, Decs, Tápé); kalaposmester (Székesfehérvár); kékfestőmester (Székesfehérvár, Boly, Tiszakécske, Kalocsa, Bácsalmás, Mezőkövesd); koszorúkészítő (Székesfehérvár), magyar szabók (Cinkota, Mezőkövesd), szoknyaszedők (Sióagárd, Bény, Tápé), szövők (Decs, Pécs, Bonyhád); takácsmesterek (Lovasberény, Tabajd, Zámoly); varróasszonyok (Orosháza, Tápé, Mezőkövesd).

## Főbb művei
- 1977 Turai tervező és hímzőasszonyok a századfordulótól napjainkig. Bölcsészdoktori disszertáció. Eötvös Loránd Tudományegyetem, Budapest (kézirat)
- 1979 Palóc hímzések. (Tompa Bélánéval) Budapest.
- 1981 Turai hímzések motívumvilága. Folklór Archívum – Múzeumi Füzetek 18. Petőfi Múzeum, Aszód
- 1981 Hódmezővásárhelyi hímzések. Hódmezővásárhely.
- 1982 Magyar népviseletek régen és ma. Budapest.
- 1982 Régi turai hímzések. (Tóth G. Mihályné Zsiga Ilona, a népművészet mestere munkásságából) in: Turai hímzések. Múzsák Közművelődési Kiadó. Budapest.
- 1983 Palóc népviseletek és textilek. In: Bakó Ferenc (szerk.): Palócok III. Eger, 497-676. o.
- 1983 Mai magyar népi iparművészet. (Domanovszky Györggyel) Budapest.
- 1984 Mai turai hímzések. Múzsák Közművelődési Kiadó, Budapest.
- 2001 Hímzések-csipkék régen és ma. In: Kapitány Orsolya – Imrő Judit (szerk.): Somogy megye népművészete. Kaposvár, 249-288. o.
- 2003 Mezőkövesdi matyó hímzések. Mezőkövesd.
- 2010 A népművészet továbbélésének lehetőségei a hódmezővásárhelyi „szőrös párnák” példáján. in: Életmód és szemléletmód és a módi változása a parasztság körében. MTA Néprajzi Kutatóintézete, Budapest, 411-424. o.

## Bibliográfia
- Bakó Ferenc (szerk.): Palócok III. p. 660. Eger, 1989.
- Who is Who Magyarországon 2005. Hübners.